# 维尔登贝格
维尔登贝格是德国巴伐利亚州的一个市镇。总面积18.16平方公里，总人口1323人，其中男性652人，女性671人（2011年12月31日），人口密度73人/平方公里。